# Böhmerstraße (Wittlich)
Die Böhmerstraße in eine kurze Straße in Wittlich (Rheinland-Pfalz) zwischen Himmeroder Straße und Oberstraße.

## Geschichte
Der Name kommt ursprünglich von den aus Böhmen eingewanderten Juden Wittlichs. Seit 1316 ist sie aktenkundig; eine Siedlung an der heutigen Böhmerstraße wurde jedoch bereits im 13. Jahrhundert erwähnt.

## Gebäude
Einzig das Eckhaus, welches an der Ecke Himmeroder Straße 12/Böhmerstraße verweist in dem erhaltenen spätgotischen Zwillingsfenster noch auf die einst mittelalterliche Bebauung. Die Kapelle des ehemals südlich sich anschließenden Hospitals Sankt Wendelin wurde 1831 bis 1910 als Kultraum genutzt. Die Bebauung der Böhmerstraße wurde im Zweiten Weltkrieg stark beschädigt und daraufhin stark dezimiert.
Erwähnenswert sind auch die beiden schmalbrüstigen, dreigeschossigen Häuser, deren Achsen zu einem Doppelhaus zusammengezogen wurden. Sie entstammen wohl der ersten Hälfte des 19. Jahrhunderts entstammen und wurden um 1900 modernisiert. Die Gebäude sind beispielhaft für innerstädtische Wohnbauten des frühen 19. Jahrhunderts.